# یو اوک-ریول
یو اوک-ریول (انگلیسی: Yoo Ok-ryul؛ زادهٔ ۱ مارس ۱۹۷۳) ژیمناست هنری اهل کره جنوبی بود.